# Personnages d'Arnold et Willy
 (novembre 2022).
Voici une liste de personnages de la sitcom américaine Arnold et Willy des chaînes NBC et ABC.

## Tableau des récurrences
| Philip Drummond   | Conrad Bain     | 189 | Personnage principal | Personnage principal | Personnage principal | Personnage principal | Personnage principal | Personnage principal | Personnage principal | Personnage principal |
| Arnold Jackson    | Gary Coleman    | 184 | Personnage principal | Personnage principal | Personnage principal | Personnage principal | Personnage principal | Personnage principal | Personnage principal | Personnage principal |
| Willy Jackson     | Todd Bridges    | 169 | Personnage principal | Personnage principal | Personnage principal | Personnage principal | Personnage principal | Personnage principal | Personnage principal | Personnage principal |
| Virginia Drummond | Dana Plato      | 140 | Personnage principal | Personnage principal | Personnage principal | Personnage principal | Personnage principal | Personnage principal | Guest                | Guest                |
| Edna Garrett      | Charlotte Rae   | 32  | Personnage principal | Personnage principal | Absence              | Absence              | Absence              | Guest                | Absence              | Absence              |
| Adelaide Brubaker | Nedra Volz      | 24  | Absence              | Guest                | Guest                | Guest                | Absence              | Guest                | Absence              | Absence              |
| Pearl Gallagher   | Mary Jo Catlett | 56  | Absence              | Absence              | Absence              | Absence              | Guest                | Personnage principal | Personnage principal | Personnage principal |
| Maggie McKinney 1 | Dixie Carter    | 26  | Absence              | Absence              | Absence              | Absence              | Absence              | Guest                | Personnage principal | Absence              |
| Maggie McKinney 2 | Mary Ann Mobley | 11  | Absence              | Absence              | Absence              | Absence              | Absence              | Absence              | Absence              | Personnage principal |
| Sam McKinney      | Danny Cooksey   | 48  | Absence              | Absence              | Absence              | Absence              | Absence              | Guest                | Personnage principal | Personnage principal |

## Arnold Jackson
Arnold Jackson est interprété par Gary Coleman. Il est le frère cadet de Willy Jackson (Todd Bridges) né à Harlem, New York, le 19 juillet 1971. Arnold est connu pour sa bonhommie précoce et sa réplique culte, « Qu'est-ce que tu me racontes là? » reprise dans la culture populaire et intégrant en 2006 les 100 plus grandes citations et répliques TV de la chaîne TV Land.

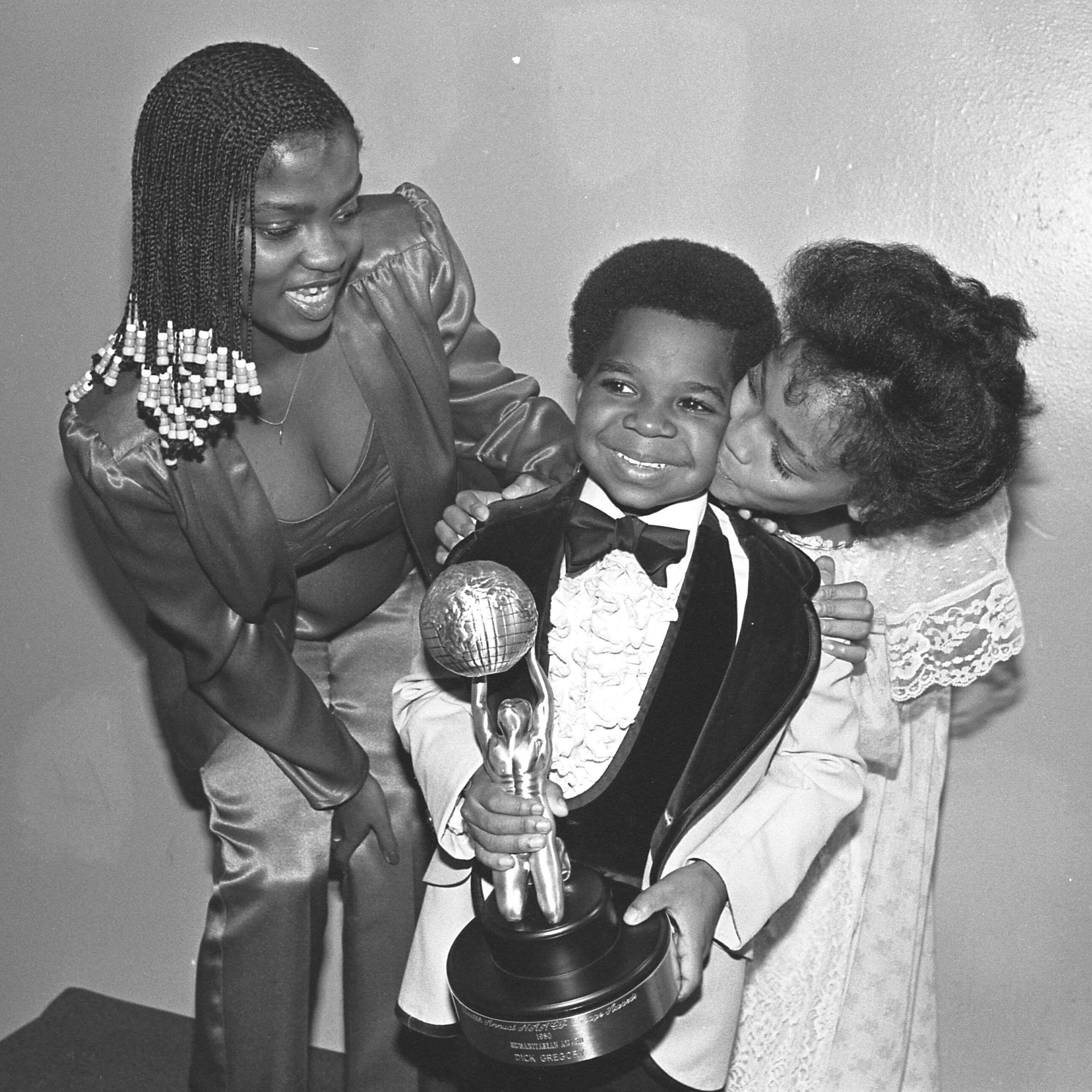
Gary Coleman récompensé pour un téléfilm en 1980

Arnold et Willy perdent leur père en 1975 et leur mère en 1977. Cette dernière travaillait comme femme de ménage pour un riche veuf blanc, nommé Philip Drummond (Conrad Bain). Sur son lit de mort, sa dernière volonté était que Monsieur Drummond s'occupât ses deux garçons. Il accepta et en 1979, il adopte officiellement Arnold et Willy.
Arnold est le personnage principal de la série. Dans de nombreux épisodes, il est dépeint comme un petit frère un peu égoïste, ou inventant des stratagèmes pour éviter les ennuis ou répondre à sa lubie du moment. Lorsque les garçons emménagent pour la première fois chez M. Drummond, Willy veut retourner à Harlem, tandis qu'Arnold est satisfait de leur nouvel environnement. Willy finit par changer d'avis et ils décident de rester avec « Monsieur D. », comme les garçons l'appelaient dans les débuts de la série.
Dans un autre épisode (Carmella Bella et la bête, S07É07), Arnold doit combattre une brute de l'école surnommée Le Gooch, afin qu'il ne s'en prenne plus à lui. Cependant, M. Drummond ne veut pas qu'Arnold combatte l'intimidateur, lui conseillant defaire la paix avec Le Gooch. Arnold, cependant, écoute son frère, Willy, qui lui dit de se défendre. Cela se termine par un œil au beurre noir pour Arnold et des ennuis pour les deux garçons.
Le meilleur ami d'Arnold est Dudley Johnson (joué par Shavar Ross) qui, comme Arnold, a été adopté. Dudley apparaît dans de nombreux épisodes, et les deux sont impliqués dans divers projets tout au long de la série. Steven Mond a joué Robbie Jayson, l'autre meilleur ami d'Arnold, qui l'a déjà poussé à essayer de la drogue. Dans un double épisode (Opération Arnold S02É01/É02), Arnold doit subir une appendicectomie, mais a trop peur pour voir le médecin.
Arnold (avec Phillip Drummond) fait une apparition dans la finale de la série Le Prince de Bel-Air, en tant qu'acheteurs potentiels du manoir des Banks.
Dans la série Drôle de vie, Arnold Jackson apparaît dans les épisodes Le concours de beauté, pilote de la série, et La nouvelle venue : partie 1.

## Willy Jackson
Willy Jackson (prénommé Willis en VO) est interprété par Todd Bridges. Il est le frère aîné d'Arnold, né à Harlem le 27 avril 1965. Lucy, leur défunte mère, était la femme de ménage du riche Phillip Drummond, et son souhait de lit de mort était qu'il prenne soin de ses deux enfants, et Philip Drummond les a officiellement adoptés en 1979.
Willis est dépeint comme un personnage tantôt rebelle tantôt réfléchi. Dans l'épisode Il est bas de balancer (S02E26), Willy rejoint un gang nommé Les Tarentules.
Willy a également une petite amie, nommée Charlene DuPrey. Ce rôle est campé par Janet Jackson aussi dans la sitcom Good Times de CBS et la série Fame de la MGM. Janet Jackson est présente de la troisième saison (1980-1981) jusqu'en 1984 à la sixième saison de l'émission.
Le rôle de Bridges en tant que Willy Jackson a commencé à s'effacer, en raison des changements de distribution de la saison 1984-1985, lorsque Danny Cooksey est ajouté en tant que Sam McKinney, le nouveau demi-frère. Bridges voit son rôle devenir plus rare lors de la dernière saison, même si son nom n'est pas retiré du générique de début.
Dans la série Drôle de vie, Willy Jackson apparaît dans les épisodes Le concours de beauté, pilote de la série, et Achat et vente.

## Philip Drummond
Phillip Drummond est interprété par Conrad Bain. C'est un veuf blanc, riche et sympathique, à la tête de la Trans-Allied, Incorporated. Il est né à Manhattan, New York le 3 décembre 1931 (soit huit ans de moins que Conrad Bain, l'acteur qui l'interprète).

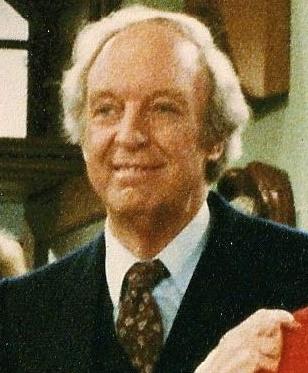
Conrad Bain en 1983

Phillip a une fille, Virginia, et deux fils adoptifs afro-américains, Willy Jackson et son jeune frère Arnold. Il a également une sœur aînée excentrique nommée Sophia (jouée par Dody Goodman). La mère d'Arnold et Willy, Lucy Jackson (interprétée par la vraie mère de l'acteur Todd Bridges), a travaillé comme femme de ménage pour les Drummond il y a des années; son dernier souhait de lit de mort était que Phillip s'occupe de ses deux fils. Dans le pilote de la série, on voit Phillip accueillir Arnold et Willy chez lui.
On connaît de Phillip quelques conquêtes. Il se remariera plus tard avec Maggie McKinney, qui donne des cours d'aérobic à la télévision (jouée par Dixie Carter de 1983 à 1985 puis Mary Ann Mobley de 1985 à 1986). Maggie amène la venue d'un autre personnage, Sam McKinney (Danny Cooksey), fils d'un précédent mariage.
Phillip Drummond est le seul personnage à apparaître dans chacun des épisodes de la série.
Phillip Drummond (accompagné d'Arnold Jackson) fait une apparition dans l'épisode final (Les Dernières folies) de la série Le Prince de Bel-Air, en tant qu'acheteur potentiel du manoir des Banks.
Dans la série Drôle de vie, Philip Drummond apparaît dans l'épisode Le concours de beauté, pilote de la série.

## Virginia Drummond

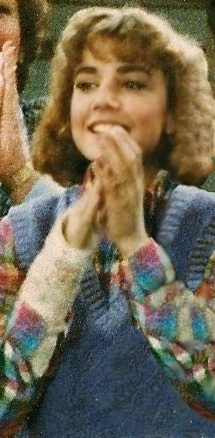
Dana Plato en 1983

Virginia Drummond (prénommée Kimberly en VO) est interprétée par Dana Plato. Elle est la seule enfant biologique du riche veuf Phillip Drummond ( Conrad Bain ).
Née dans le quartier huppé de Park Avenue à New York le 22 octobre 1964, Virginia est présentée comme une grande sœur attentionnée et aimante pour Willy et Arnold, mais en tant que jeune riche en fin d'adolescence, elle souffre de divers tracas liés à sa condition.
Plusieurs cas tendus de difficultés pour Virginia sont exposés au cours de la saison 6, dont l'un implique un épisode très spécial en deux parties sur les dangers de l'auto-stop (S06É14 et É15 - Les auto-stoppeurs), où elle échappe de peu à une agression sexuelle par un déséquilibré mental du nom de Bill (Woody Eney).
Dans un autre épisode (Boulimie, S08É13), à la surprise de toute la famille; elle finit par reconnaître un problème de boulimie, et accepte de demander de l'aide.
Le rôle de Virginia est absent du générique de début des saisons 7 et 8, bien que la 8e saison présente des images d'elle et que son nom réapparaisse au générique à la toute fin de la saison 8.
Virginia Drummond apparaît dans l'épisode Le concours de beauté, pilote de la série Drôle de vie.

## Edna Garrett

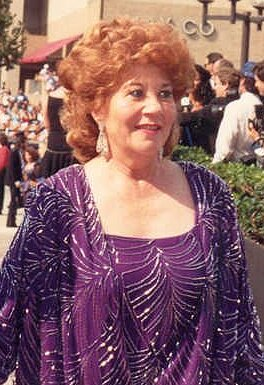
Charlotte Rae en 1988 (Photo d'Alan Light)

Edna Garrett , reconnue par les enfants comme Mme Garrett, est interprétée par Charlotte Rae. Elle est la femme de ménage de Monsieur Drummond de 1978 à 1979.
Madame Garret quitte la série au milieu de la deuxième saison pour occuper un poste de gardienne et de diététicienne à l'Eastland School, l'école que Virginia fréquente à Peekskill, New York. Elle revient dans la série en guest star dans le double épisode du mariage de Monsieur Drummond (Le mariage, S06É18 et É19).

## Maggie McKinney-Drummond
Maggie McKinney-Drummond est interprétée dans un premier temps par Dixie Carter pour les saisons 6-7 et, lorsque la série passe de NBC à ABC pour la saison 8, c'est Mary Ann Mobley qui reprend le rôle. Personnages rivaux, les actrices Carter et Mobley se donneront la réplique lors du premier épisode de la saison 5 de Femmes d'affaires et dame de cœur.